# Вихід Гренландії з Європейських Співтовариств
Будучи частиною Європейських Співтовариств (ЄС) протягом дванадцяти років, Гренландія вийшла у 1985 році. Вона приєдналася до ЄС у 1973 році як графство Данії, хоча більшість у Гренландії була проти приєднання. На консультативному референдумі 1982 року 53 % електорату Гренландії проголосували за вихід із Співтовариств. Цей останній референдум став можливим після введення самоуправління в Гренландії в 1979 році. Після його виходу, який регулювався Договором про Гренландію, відносини між Гренландією та ЄС були частково врегульовані через асоціацію зі статусом заморських країн і територій (OCT). Останніми роками вихід Гренландії з Європейських Співтовариств трохи іменували «Greenxit».

## Процес приєднання Гренландії до Європейських Співтовариств

### Відносини Гренландії та Данії після скасування її колоніального статусу в 1953 році
Колоніальний статус Гренландії від Данії офіційно припинився в 1953 році шляхом внесення поправок до Конституції Данії. Згодом Гренландія була інтегрована як графство в Королівстві Данії. Цей статус надавав гренландцям данське громадянство. У той же час, незважаючи на офіційне припинення колоніалізму, Данія продовжувала дотримуватися політики культурної асиміляції., включаючи дискримінаційні практики щодо гренландців. Яскравим прикладом є «критерій місця народження», який надавав працівникам, які не є гренландцями, але данцями, вищі заробітні плати, ніж місцеві працівники з Гренландії. Втрата традиційної культури Гренландії разом із зростаючим невдоволенням переважно молодих гренландців зрештою зіграли вирішальну роль у питанні руху за незалежність Гренландії, як від Данії, так і від Європейських Співтовариств.
У роки після деколонізації економіка Гренландії продовжувала дуже залежати від рибальського сектору. Данія брала безпосередню участь у створенні справжньої рибної промисловості, включаючи виробництво рибної продукції. Незважаючи на різноманітні спроби, інші галузі економіки за цей час не отримали особливого розвитку.
Як графство Королівства Данії, зовнішні відносини Гренландії, а також управління островом залишалися під контролем Данії.

### Переговори про вступ Данії про вступ до Європейських Співтовариств
Данія офіційно подала заявку на вступ до Європейських Співтовариств 10 серпня 1961 року. Як виборчий округ Данії, Гренландія була повністю інтегрована в процес приєднання Данії. Під час переговорів про приєднання данському уряду вдалося забезпечити Гренландію низку поступок і особливих умов. Серед інших положень вони включали перехідний період у десять років, щоб захистити рибну промисловість Гренландії. Крім того, ці поступки безпосередньо стосувалися предметних сфер, які вважалися чутливими або проблемними для Гренландії. З одного боку, Данії було надано можливість обмежити право заснування в Гренландії, а з іншого боку, Гренландія отримала винятки щодо рибальства. Проте, незважаючи на те, що гренландським рибалкам було виділено досить високу квоту, що відповідає їхній реальній риболовній потужності, існувало сильне невдоволення квотами на рибальство, які були виділені рибалкам з інших країн ЄС, таких як Німеччина. Пізніше це стало однією з головних причин виходу Гренландії з громади.

### Референдум Данії про вступ до Європейських Співтовариств 1972 року
2 жовтня 1972 року уряд Данії поставив перед виборцями питання про вступ до Європейських Співтовариств. На вибори були викликані і жителі Гренландії.
Якщо на національному рівні Данії 63,5 % виборців проголосували за приєднання до Співтовариств, то в Гренландії референдум призвів до однозначної відмови від ЄС 70,8 % виборців. Чітка відмова виборців Гренландії від членства в ЄС була інтерпретована не лише як явний голос проти Європейських Співтовариств, а й як рішуче відмова від домінування будь-якої іноземної держави. Тим не менш, незважаючи на явну відмову в Гренландії, острів приєднався до Європейського співтовариства як частина Данії 1 січня 1973 року.
У цьому плані Гренландський випадок відрізнявся від Фарерських островів. Фарерські острови отримали статус самоуправління в 1948 році, що, відповідно до данського законодавства, дозволяло їм не брати участь у голосуванні Данії з питання ЄС. Фарерські острови хотіли залишитися за межами Європейських Співтовариств і, таким чином, ніколи до них не приєдналися.

### Вступ Гренландії до Європейських Співтовариств у 1973 році
Приєднання Данії до Європейських Співтовариств 1 січня 1973 року також спричинило доступ до коштів Співтовариства, які були значними для Гренландії. На додаток до інвестицій в інфраструктурні проєкти, значні кошти Співтовариства, в тому числі від Європейського інвестиційного банку, були спрямовані на сфери, не пов'язані з рибальством, такі як освіта, підприємства чи проекти у сфері енергетичних ресурсів. У порівнянні з іншими регіонами ЄС, які потребують, Гренландія отримала в основному найбільшу суму на душу населення, з яких деякі суми були компенсацією за права ЄС на рибальство у водах Гренландії та позиками.
Нарешті, зі своїм приєднанням до Співтовариств, Данія зарезервувала одне зі своїх місць у Європейському парламенті за людиною з Гренландії та дозволила спостерігачеві з Гренландії супроводжувати члена Данської ради.
Незважаючи на ці поступки та позитивні права, надані Гренландії, у Гренландії залишалася сильна опозиція проти членства в ЄЕС. Вона характеризувалася настроєм, що їх вступ до Європейських Співтовариств був насильницький; більшістю данських виборців, і водночас сильним небажанням щодо Співтовариства через його рибну політику та загальне уявлення про те, що ЄС є занадто далеко і не уважно ставиться до турбот і бажань Гренландії.

## Події до другого референдуму щодо Європейських Співтовариств

### Політичні події в Гренландії з моменту її вступу до Європейських Співтовариств у 1973 році
До 1970-х років Гренландія управлялася виключно данською державою. Процес деколонізації здійснювався за допомогою рішень згори, які були узгоджені в столиці та реалізовані в Гренландії дрібною данською буржуазією. Данська держава зберегла контроль над питаннями економічної та соціальної політики. Лише в 1970-х роках виникла справжня гренландська молода еліта. Ця еліта, розчарована пануванням Данії, водночас була критичною та відвертою проти данського правління, і поступово зайняла політичне лідерство. Протягом цього періоду серед гренландців з'явилася зросла етнічна свідомість, з одного боку, і політична свідомість своєї країни, з іншого. Це призвело до політичного пробудження, завдяки якому гренландське населення стало більш рішучим у формуванні майбутнього власного суспільства.
Перший референдум ЄС у 1972 році став ключовим моментом і поворотним моментом у політичній історії Гренландії. Як реакція на різку критику з приводу домінування Данії, у 1973 році був створений комітет самоуправління, який складався лише з гренландських членів з місією, щоб запропонувати попередні вказівки щодо можливої системи самоуправління в Гренландії. Конкретне формулювання системи самоуправління було згодом розглянуто дансько-гренландською комісією з саморегулювання в 1975 році.

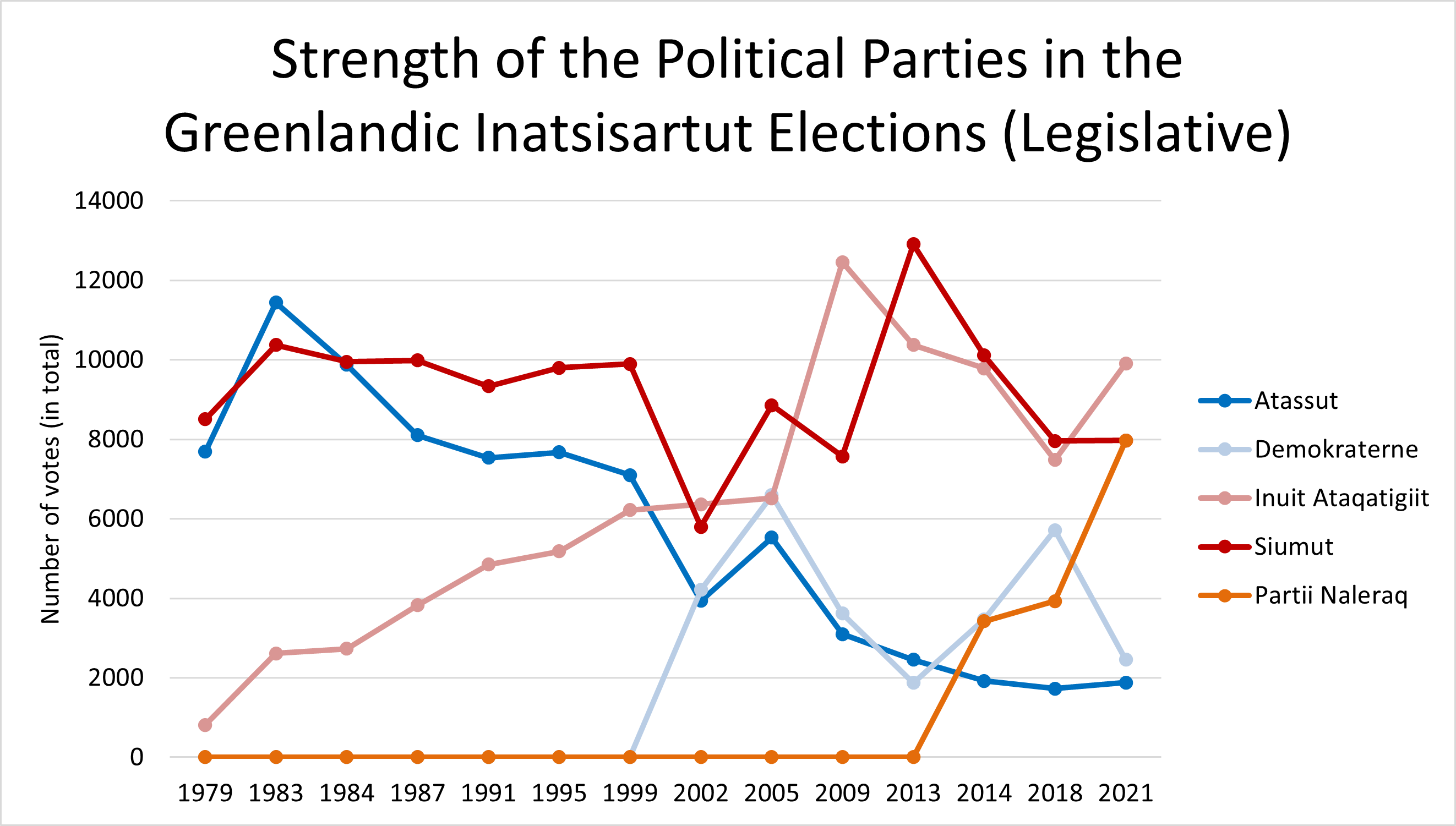
Результати парламентських виборів у Гренландії (1979—2021 рр.), які ілюструють силу політичних партій, яка досягла щонайменше 1500 голосів. Партії червоного та помаранчевого кольорів у 1970-х і 1980-х роках проводили кампанію за вихід Гренландії з Європейського співтовариства. Партії синього кольору виступали за те, щоб залишитися в ЄС.

Ці політичні події на початку 1970-х років також призвели до створення перших політичних партій у Гренландії. За короткий час виник різноманітний партійний ландшафт. Партія Сіумут (що означає «Вперед») була першою і з самого початку найпотужнішою партією. Заснована в 1975 році, вона рішуче виступала за самоврядування, запровадження самоуправління та вихід із Європейських Співтовариств. Другою партією, яка вийшла на політичну сцену невдовзі після цього, був Атасут («Сполучна ланка»), який також виступав за самоуправління Гренландії, але вибрав єдиний підхід щодо Данії та вважав за краще зберегти статус-кво, тобто залишитися в Королівстві Данія. Третьою, але найменшою політичною партією на той час була інуїтська партія Атакатігіт («Братство людей/інуїтів»). Він дотримувався найбільш радикальної лінії національного самовизначення і закликав до повної незалежності Гренландії.
Зрештою, 17 січня 1979 року Закон про самоуправління був представлений виборцям Гренландії і прийнятий більшістю в 70,1 % поданих голосів. Самоуправління, яке, відповідно, було введено 1 травня 1979 року, заклало основу для майбутньої автономії Гренландії за величезною кількістю тем, включаючи економічний і соціальний розвиток, а також створення власних політичних структур, включаючи Inatsisartut, законодавчу асамблею, і Naalakkersuisut, уряд самоуправління. На перших виборах Інацісартута і Наалаккерсуісута в 1979 році Сіумут отримав більшість як у законодавчій, так і в виконавчій владі Гренландії.
Хоча самоуправління означало, що Гренландія все ще залишається частиною Королівства Данія, воно давало Гренландії право переглядати свої відносини з Європейськими Співтовариствами.

### Заклики та агітування за другий референдум щодо Європейських Співтовариств
Запровадження самоуправління в 1979 році, піднесення Сіумут як домінуючої партії Гренландії після наративу проти ЄС, а також неминучий кінець 10-річного перехідного періоду в якості члена ЄС дали «новий імпульс до питання щодо Гренландії». залишитися або можливий вихід з Європейських Співтовариств. Навесні 1981 року гренландський Інацісартут одноголосно погодився провести другий консультативний референдум з питання Співтовариства у лютому 1982 року.
Для Сіумут, який активно виступав на користь виходу з ЄС, вихід розглядався як природний і важливий перший крок після введення самоуправління для Гренландії для формування її майбутнього. Сіумут підтримував інуїт Атакатігійт. Обидва стверджували, що членство в ЄС становить загрозу політичній та культурній ідентичности Гренландії, і вони вимагали повернути контроль над рибною промисловістю Гренландії з боку органів ЄС.
Атасут, з іншого боку, також закликав до припинення експлуатації рибного промислу Гренландії Європейськими Співтовариствами, але був проти виходу Гренландії з ЄС. Партія запропонувала переглянути з Співтовариством положення про членство щодо рибальства і стверджувала, що лише тісна співпраця з країнами Європейського Співтовариства дозволяє Гренландії успішно завершити процес модернізації. Атасут рішуче наголосив у своїх аргументах щодо збереження фінансових втрат, які призведе до виходу з Європейських Співтовариств, оскільки це в кінцевому підсумку приведе до припинення великого фінансування ЄС.
Загалом, кампанія навколо другого референдуму ЄС у 1981 та на початку 1982 року була не тільки тривалою та дорогою, але й надзвичайно жорсткою та гіркою за гренландськими стандартами, що знайшло відлуння в атмосфері гніву та розчарування серед гренландців. Аргументи, які використовували як прихильники, так і противники, були переважно економічними. Вихідники закликали до незалежної політики рибальства, тоді як інші нагадували про важливість фінансування ЄС для розвитку економіки Гренландії.

## Голосування на референдумі 23 лютого 1982 року

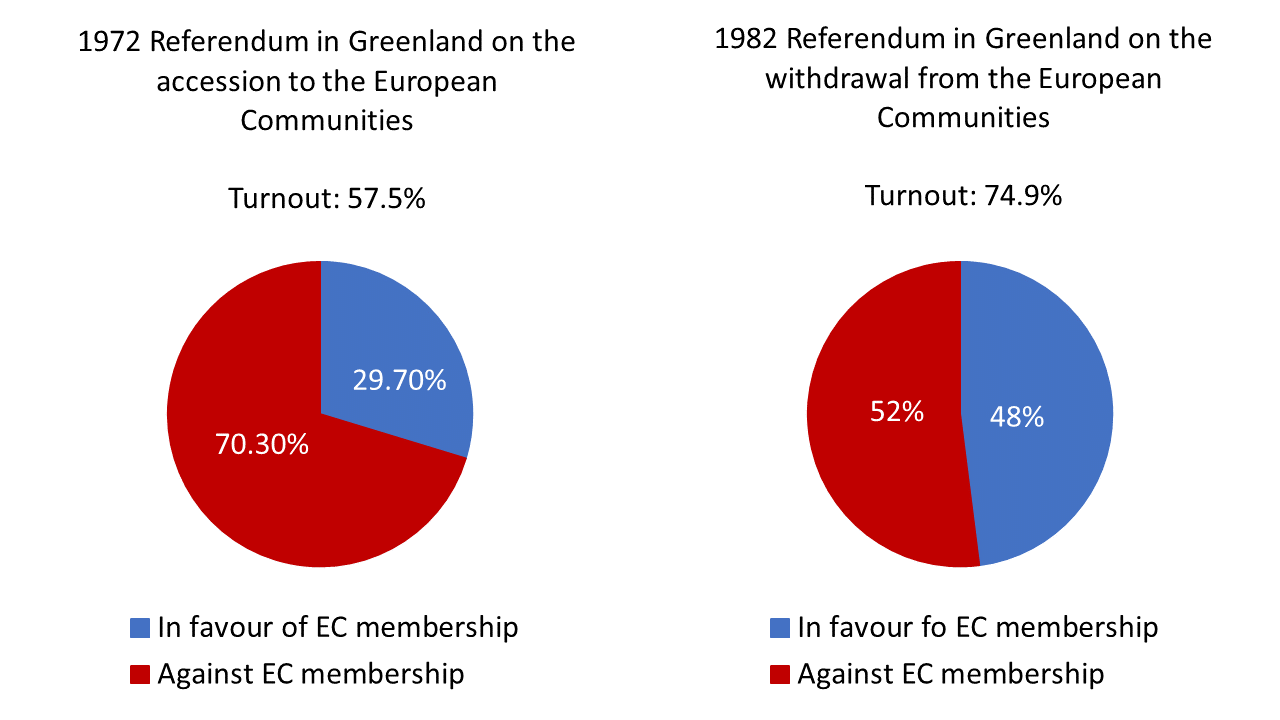
Результати референдумів 1972 та 1982 років у Гренландії щодо членства в Європейських Співтовариствах та явки виборців

23 лютого 1982 року відбувся референдум щодо перебування Гренландії в Європейських Співтовариствах або виходу з неї. Хоча згідно з Конституцією Данії був можливий лише консультативний референдум, уряд Данії чітко дав зрозуміти до подання голосування, що він прийме голосування про відкликання як обов'язковий мандат на переговори щодо ЄС.
На цьому другому референдумі ЄС протягом десяти років 52 % електорату Гренландії проголосували за вихід з Європейських Співтовариств. Явка на цьому голосуванні була історично високою — 74,9 %.
Для пояснення результату після голосування висувалися різні причини. Насамперед вирішальну роль зіграла загальна неприязнь населення до ЄК. ЄК вважалися далекими наднаціональними інституціями, які не тільки мало враховували інтереси Гренландії, але й у деяких випадках активно відмінювали їх, даючи відгомін колоніальних часів. Інші висунуті причини включають чутливість населення Гренландії до питань, що стосуються рибальства та незалежного контролю над їх сировиною, які вважалися такими, що знаходяться під загрозою через членство в ЄС. Нарешті, запровадження самоуправління менш ніж за три роки до референдуму і, пов'язане з цим, посилене сприйняття політичної власності в Гренландії є додатковими причинами, які можуть пояснити результати голосування 1982 року.
Однак у порівнянні з референдумом 1972 року результати голосування 1982 року показують, що, незважаючи на ці фактори, популярність Європейських Співтовариств за 10 років членства все ж значно зросла. Якщо в 1972 році більше 70 % були проти членства в ЄС, то в 1982 році більшість зменшилася до 52 %.
Загалом, за словами таких вчених, як Йогансон і Леманн Соренсен, результати референдуму показали, що гренландці були готові заплатити ціну виходу, що означало не тільки втрату фінансової підтримки, що надходила від Співтовариств як члена, але й упродовж тривалого часу.
Стосовно реакції на референдум 1982 року уряд Данії заявив про свою повну підтримку в переговорах щодо виходу Гренландії з ЄЕС. Однак він також чітко дав зрозуміти, що казначейство Данії не буде виплачувати будь-які компенсаційні виплати за втрату субсидій ЄС.

## Процес виходу і Гренландський договір 1984 року

### Підготовка переговорів про вихід напередодні референдуму 1982 року
Уже за рік до голосування на референдумі щодо можливого виходу Гренландії з Європейських Співтовариств у Гренландії обговорювалося питання про варіанти майбутніх відносин ЄС-Гренландія. Варіанти в таблиці включали, з одного боку, статус, подібний до Фарерських островів, а з іншого — статус OCT. Статус OCT був спеціальною угодою, створеною згідно з Римським договором (статті 131—136) 1957 року для заморських країн і територій держав-членів ЄС. У серпні 1981 року уряд Гренландії, Naalakkersuisut, заявив, що обере статус OCT. Це гарантувало «певний ступінь економічної інтеграції у спільний ринок» і головне «безтарифний доступ до спільного ринку експорту риби та рибної продукції». Крім того, завдяки статусу ОКТ відповідні території та країни можуть отримати вигоду від спеціальної фінансової допомоги та позик, наданих через Європейський фонд розвитку та Європейський інвестиційний банк. Загалом, з точки зору капіталу та торгівлі, статус OCT вважався більш вигідним для Гренландії, ніж статус Фарер.

### Перемовини про вихід
Оскільки уряд Данії ще до референдуму в Гренландії заявив, що він визнає результат як остаточний результат, прохання уряду Гренландії розпочати переговори про вихід з ЄЕС було в основному формальністю. Однак на підставі договорів ЄС офіційно керував переговори щодо виходу уряд Данії, а не сам уряд Гренландії. У травні 1982 року уряд Данії представив Раді пропозицію у вигляді проєкту договору, який передбачав внесення змін до Римського договору, щоб Гренландія вийшла зі Співтовариств і отримала статус ОКТ. Проте важливо наголосити, що на той час не було жодного договору про вихід з Європейських Співтовариств. Без бажання держав-членів Співтовариства відреагувати на «повідомлення про вихід» і брати участь у переговорах, весь процес виходу потенційно міг бути припинений на цьому етапі. Однак у лютому 1983 р. Європейська Комісія відповіла сприятливим висновком щодо виходу Гренландії з ЄС та її запиту про надання статусу ОКТ «з певними конкретними положеннями». У той час як стверджується, що ЄС «не мало іншого вибору, окрім як погодитися на переговори», позиція щодо майбутніх відносин ЄС-Гренландія і, зокрема, статусу ОКТ, на той час не була безспірною.
Коли ірландський комісар Річард Берк відвідав ряд столиць ЄС наприкінці 1982 та на початку 1983 року, щоб скласти висновок Комісії, він «зустрічав широку опозицію проти надання сприятливого статусу ОКТ члену ЄС, який виходить». Основні аргументи, висловлені країнами-членами ЄЕС проти вигідного статусу ОКТ без значних зобов'язань з боку Гренландії, полягали в тому, що це створить прецедент для регіонів інших держав-членів, які будуть вимагати самоуправління або навіть автономії, а згодом і виходу з ЄЕС. Також Європейська комісія відносно неохоче створювала прецедент, стверджуючи, що «вихід не повинен приносити користь країні, яка добровільно просить виходу». Контра-аргумент данського уряду полягав у тому, що «Гренландія не повинна отримати вигоду, але й не повинна бути покарана за виїзд». Крім того, вона також стверджувала, що Гренландія повинна мати більше свободи, враховуючи життєво важливу стратегічну роль, яку вона взяла на себе під час холодної війни, розміщуючи бази США. Зрештою, було визнано, що культура, географічне положення, економічна структура та багато інших особливостей Гренландії настільки відрізняються від інших держав-членів ЄС, що «аргумент прецеденту» не застосовується.
Стосовно позиції Гренландії щодо переговорів про вихід, було наголошено, що рибалки ЄС не повинні мати беззастережний доступ до рибних вод Гренландії, але вони повинні платити за ліцензії. Подальші, але менш суперечливі, запити стосувалися прав заснування, підземних ресурсів та «циркумполярного співробітництва інуїтів».

### Гренландський договір 1984 року
Остаточний перегляд договору і, таким чином, умови виходу Гренландії з Європейських Співтовариств були ухвалені Радою в Брюсселі 13 березня 1984 року. Так званий «Гренландський договір» містив такі положення:
| Стаття 1   | Вилучення Гренландії з Угоди про вугілля та сталь (ЄОВС)                     |
| Стаття 2-4 | Визначення Гренландії як заморської території, пов'язаної з ЄЕС (статус OCT) |
| Стаття 5   | Вилучення Гренландії з ЄВРАТОМУ                                              |
| Стаття 6-7 | Положення про ратифікацію, набрання чинності та депозитарію договору         |

Додатковий протокол про спеціальні домовленості для Гренландії, який був доданий до Гренландського договору, включав такі статті:
| Стаття 1 | Звільнення Гренландії від експортних мит на рибну продукцію за певних умов |
| Стаття 2 | Перехідні заходи щодо прав заснування та фінансової допомоги               |
| Стаття 3 | Додавання Гренландії до списку ОКТ                                         |

Загалом договір надавав Гренландії можливість зберегти свій фінансовий внесок і права на рибальство, а також отримати безмитний доступ до продуктів рибальства до ЄС за умови, що буде знайдено задовільну угоду щодо рибальства. Договір організував вихід Гренландії та вніс зміни до попередніх договорів Європейських Співтовариств. Таким чином, він є невід'ємною частиною конституційної основи Європейського Союзу.
13 березня 1984 року десять держав-членів Європейських Співтовариств підписали Гренландський договір. Після ратифікації Договору національними парламентами всіх держав-членів ЄС 1 лютого 1985 року набув чинності Гренландський договір, що також знаменує собою офіційну дату виходу Гренландії з Європейських Співтовариств.

## Потенційне повернення Гренландії до ЄС
Через три десятиліття після виходу Гренландії з Європейських Співтовариств меншість гренландських політиків і бізнес-лідерів нещодавно запропонували розглянути можливість вступу Гренландії вже до теперішнього Європейського Союзу. Це, перш за все, могло б допомогти диверсифікувати економіку Гренландії за межами сектору рибальства. За винятком кількох голосів, ця пропозиція наразі не набула популярности в політиці Гренландії.
Ісландія подала заявку на членство в ЄС у 2009 році і сподівалася на виняток із Спільної політики рибальства, якого не було надано. Такий виняток міг би змінити думку в Гренландії, якщо їм було б це надано.